# پووننا (استان پودکارپاتسکیه)
پووننا (به لهستانی:  Płonna) یک روستا در لهستان است که در گمینا بوکووسکو واقع شده‌است. پووننا ۶۸٫۸ کیلومتر مربع مساحت و ۲۰ نفر جمعیت دارد و ۲٫۶ متر بالاتر از سطح دریا واقع شده‌است.